# توسكا ماسك
توسكا ماسك (بالإنجليزية: Tosca Musk)‏ هي صانعة أفلام جنوب إفريقية. وهي منتجة تنفيذية ومنتجة ومديرة للأفلام الروائية والبرامج التلفزيونية ومحتوى الويب. توسكا هي شقيقة رائدي الأعمال إيلون وكيمبال ماسك وابنة ماي ماسك. شاركت في تأسيس خدمة البث Passionflix.

## روابط خارجية
- توسكا ماسك على موقع IMDb (الإنجليزية)
- توسكا ماسك على موقع ألو سيني (الفرنسية)
- توسكا ماسك على موقع أول موفي (الإنجليزية)
- توسكا ماسك على موقع قاعدة بيانات الفيلم (الإنجليزية)
- توسكا ماسك على موقع كينوبويسك (الروسية)